# Icosidodecaedru

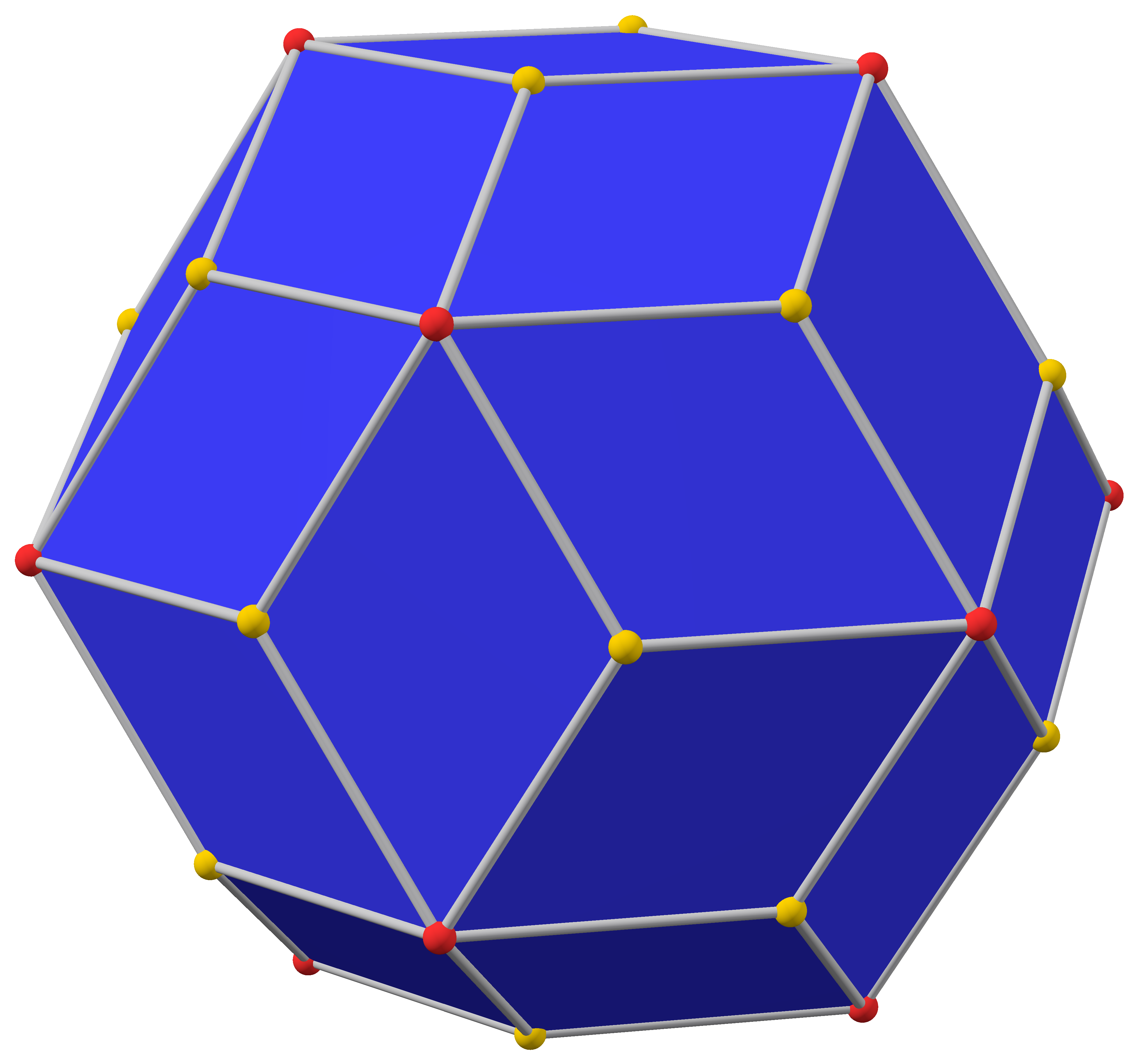
Dual: Triacontaedru rombic

În geometrie icosidodecaedrul este un poliedru arhimedic. Are 32 de fețe regulate (20 triunghiulare și 12 pentagonale), 24 de laturi (muchii) identice, care fiecare sunt la limita dintre un triunghi și un pentagon. Are 30 de vârfuri, în fiecare întâlnindu-se două triunghiuri și două pentagoane, care alternează. Ca atare, este un poliedru cvasiregulat
Dualul său este triacontaedrul rombic.
Are indicele de poliedru uniform U24, indicele Coxeter C28 și indicele Wenninger W12.
Proiectat într-o sferă, laturile unui icosidodecaedru definesc 6 cercuri mari. Buckminster Fuller a folosit aceste 6 cercuri mari, împreună cu alte 15 și alte 10 din alte două poliedre pentru a-și defini cele 31 de cercuri mari ale icosaedrului sferic.

## Geometrie
Un icosidodecaedru are simetrie icosaedrică, iar prima sa stelare este compusul de dodecaedru și icosaedrul său dual, cu vârfurile icosidodecaedrului situate la mijlocul laturilor fiecăruia.
Dualul său este triacontaedrul rombic. Un icosidodecaedru poate fi împărțit de-a lungul oricăruia dintre cele șase plane ecuatoriale pentru a forma o pereche de rotonde pentagonale, care sunt poliedre Johnson.
Icosidodecaedrul poate fi considerat o girobirotondă pentagonală, ca o combinație a două rotonde pentagonale (a se compara cu ortobirotonda pentagonală, altul dintre poliedrele Johnson). În această formă simetria sa este D5d, [10,2+], (2*5), ordin 20.
Figura cadru de sârmă a icosidodecaedrului constă din șase decagoane regulate, care se întâlnesc câte două în fiecare dintre cele 30 de vârfuri.
Icosidodecaedrul are 6 decagoane centrale. Proiectate pe o sferă, ele definesc 6 cercuri mari. Buckminster Fuller a folosit aceste 6 cercuri mari, împreună cu alte 10 și alte 15 din alte două poliedre pentru a-și defini cele 31 de cercuri mari ale icosaedrului sferic.

## Coordonate carteziene
Coordonatele carteziene ale vârfurilor unui icosidodecaedru centrat în origine cu lungimea laturii 1 sunt date de permutările pare ale:
- (0, 0, ±φ)
- (±1/2, ±φ/2, ±φ2/2)

unde φ este secțiunea de aur, 1 + √5/2.
Raza lungă (de la centru la vârf) a icosidodecaedrului este în raportul de aur cu lungimea laturii sale; astfel, raza sa este φ dacă lungimea laturii este 1, iar lungimea laturii este 1/φ dacă raza este 1. Doar câteva politopuri uniforme au această proprietate, cum ar fi 600-celule cvadridimensional, icosidodecaedrul tridimensional și decagonul bidimensional. (Icosidodecaedrul este secțiunea transversală ecuatorială a unui 600-celule, iar decagonul este secțiunea transversală ecuatorială a unui icosidodecaedru.) Aceste politopuri „de aur radiale” pot fi construite, cu razele lor, din triunghiuri de aur care se întâlnesc în centru, fiecare contribuind cu două raze și o latură.

## Arie și volum
Aria A și volumul V ale unui icosidodecaedru cu lungimea laturii a sunt:
{\displaystyle A=\left(5{\sqrt {3}}+3{\sqrt {5}}{\sqrt {3+4\varphi }}\right)a^{2}=\left(5{\sqrt {3}}+3{\sqrt {25+10{\sqrt {5}}}}\right)a^{2}\approx 29,3059828~a^{2},}
{\displaystyle V={\frac {14+17\varphi }{3}}a^{3}={\frac {45+17{\sqrt {5}}}{6}}a^{3}\approx 13,8355259~a^{3}.}

## Proiecții ortogonale
Icosidodecaedrul are patru proiecții ortogonale, centrate pe un vârf, pe o latură și pe două tipuri de fețe: triunghiulare și pentagonale. Ultimele două corespund cu planele Coxeter A2 și H2.
| Centrată pe         | Vârf | Latură | Fața triunghi | Fața pentagon |
| ------------------- | ---- | ------ | ------------- | ------------- |
| Imagine             |      |        |               |               |
| Cadru de sârmă      |      |        |               |               |
| Simetrie proiectivă | [2]  | [2]    | [6]           | [10]          |
| Dual                |      |        |               |               |

## Pavări sferice
Icosidodecaedrul poate fi reprezentat și ca o pavare sferică și proiectat pe plan printr-o proiecție stereografică. Această proiecție este conformă, păstrând unghiurile, dar nu ariile sau lungimile. Liniile drepte pe sferă sunt proiectate în plan ca arce de cerc.
|                      | Centrată pe pentagon    | Centrată pe triunghi    |
| Proiecție ortogonală | Proiecții stereografice | Proiecții stereografice |

|                                         |  |  |
| pe axe de simetrie cu 2, 3 și 5 poziții |  |  |

### Divizare
| (Divizare) | Icosidodecaedru (girobirotondă pentagonală) |
| (Divizare) | Ortobirotondă pentagonală                   |
| (Divizare) | Rotondă pentagonală                         |

Icosidodecaedrul este asemănător cu poliedrul Johnson ortobirotondă pentagonală creat de două rotonde pentagonale conectate ca imagini în oglindă. Prin urmare, icosidodecaedrul poate fi numit girobirotondă pentagonală cu girația între jumătățile superioară și inferioară.
Icosidodecaedrul este un dodecaedru rectificat și, de asemenea, un icosaedru rectificat, fiind o trunchiere completă a laturilor între aceste poliedre regulate. Icosidodecaedrul conține 12 pentagoane care provin de la dodecaedru și 20 de triunghiuri de la icosaedru:
| Familia de poliedre icosaedrice uniforme | Familia de poliedre icosaedrice uniforme | Familia de poliedre icosaedrice uniforme | Familia de poliedre icosaedrice uniforme | Familia de poliedre icosaedrice uniforme | Familia de poliedre icosaedrice uniforme | Familia de poliedre icosaedrice uniforme | Familia de poliedre icosaedrice uniforme |
| Simetrie: [5,3], (*532)                  | Simetrie: [5,3], (*532)                  | Simetrie: [5,3], (*532)                  | Simetrie: [5,3], (*532)                  | Simetrie: [5,3], (*532)                  | Simetrie: [5,3], (*532)                  | Simetrie: [5,3], (*532)                  | [5,3]+, (532)                            |
| ---------------------------------------- | ---------------------------------------- | ---------------------------------------- | ---------------------------------------- | ---------------------------------------- | ---------------------------------------- | ---------------------------------------- | ---------------------------------------- |
|                                          |                                          |                                          |                                          |                                          |                                          |                                          |                                          |
|                                          |                                          |                                          |                                          |                                          |                                          |                                          |                                          |
| {5,3}                                    | t{5,3}                                   | r{5,3}                                   | t{3,5}                                   | {3,5}                                    | rr{5,3}                                  | tr{5,3}                                  | sr{5,3}                                  |
| Duale ale poliedrelor uniforme           |                                          |                                          |                                          |                                          |                                          |                                          |                                          |
|                                          |                                          |                                          | Fișier:PentakisDodecahedron.svg          |                                          |                                          |                                          |                                          |
| V5.5.5                                   | V3.10.10                                 | V3.5.3.5                                 | V5.6.6                                   | V3.3.3.3.3                               | V3.4.5.4                                 | V4.6.10                                  | V3.3.3.3.5                               |

Icosidodecaedrul există într-o succesiune de simetrii de poliedre și pavări cvasiregulate cu configurații ale vârfului (3.n)2, de la pavări sferice la planul euclidian și planul hiperbolic. Cu notația orbifold a simetriei *n32 toate aceste pavări sunt construcții Wythoff într-un domeniu fundamental de simetrie, cu puncte generatoare în unghiul drept al domeniului.
| Pavări cvasiregulate cu simetrii orbifold *n32: (3.n)2 | Pavări cvasiregulate cu simetrii orbifold *n32: (3.n)2 | Pavări cvasiregulate cu simetrii orbifold *n32: (3.n)2 | Pavări cvasiregulate cu simetrii orbifold *n32: (3.n)2 | Pavări cvasiregulate cu simetrii orbifold *n32: (3.n)2 | Pavări cvasiregulate cu simetrii orbifold *n32: (3.n)2 | Pavări cvasiregulate cu simetrii orbifold *n32: (3.n)2 | Pavări cvasiregulate cu simetrii orbifold *n32: (3.n)2 |
| Construcție                                            | Sferic                                                 | Sferic                                                 | Sferic                                                 | Euclidian                                              | Hiperbolic                                             | Hiperbolic                                             | Hiperbolic                                             |
| Construcție                                            | *332                                                   | *432                                                   | *532                                                   | *632                                                   | *732                                                   | *832...                                                | *∞32                                                   |
| ------------------------------------------------------ | ------------------------------------------------------ | ------------------------------------------------------ | ------------------------------------------------------ | ------------------------------------------------------ | ------------------------------------------------------ | ------------------------------------------------------ | ------------------------------------------------------ |
| Figuri cvasiregulate                                   |                                                        |                                                        |                                                        |                                                        |                                                        |                                                        |                                                        |
| Vârf                                                   | (3.3)2                                                 | (3.4)2                                                 | (3.5)2                                                 | (3.6)2                                                 | (3.7)2                                                 | (3.8)2                                                 | (3.∞)2                                                 |

| Variante de pavări cvasiregulate cu simetrii orbifold *5n32: (5.n)2 | Variante de pavări cvasiregulate cu simetrii orbifold *5n32: (5.n)2 | Variante de pavări cvasiregulate cu simetrii orbifold *5n32: (5.n)2 | Variante de pavări cvasiregulate cu simetrii orbifold *5n32: (5.n)2 | Variante de pavări cvasiregulate cu simetrii orbifold *5n32: (5.n)2 | Variante de pavări cvasiregulate cu simetrii orbifold *5n32: (5.n)2 | Variante de pavări cvasiregulate cu simetrii orbifold *5n32: (5.n)2 | Variante de pavări cvasiregulate cu simetrii orbifold *5n32: (5.n)2 | Variante de pavări cvasiregulate cu simetrii orbifold *5n32: (5.n)2 |
| Simetrie *5n2 [n,5]                                                 | Sferică                                                             | Hiperbolice                                                         | Hiperbolice                                                         | Hiperbolice                                                         | Hiperbolice                                                         | Hiperbolice                                                         | Paracomp.                                                           | Necompactă                                                          |
| Simetrie *5n2 [n,5]                                                 | *352 [3,5]                                                          | *452 [4,5]                                                          | *552 [5,5]                                                          | *652 [6,5]                                                          | *752 [7,5]                                                          | *852 [8,5]...                                                       | *∞52 [∞,5]                                                          | [ni,5]                                                              |
| ------------------------------------------------------------------- | ------------------------------------------------------------------- | ------------------------------------------------------------------- | ------------------------------------------------------------------- | ------------------------------------------------------------------- | ------------------------------------------------------------------- | ------------------------------------------------------------------- | ------------------------------------------------------------------- | ------------------------------------------------------------------- |
| Imagini                                                             |                                                                     |                                                                     |                                                                     |                                                                     |                                                                     |                                                                     |                                                                     |                                                                     |
| Config.                                                             | (5.3)2                                                              | (5.4)2                                                              | (5.5)2                                                              | (5.6)2                                                              | (5.7)2                                                              | (5.8)2                                                              | (5.∞)2                                                              | (5.ni)2                                                             |
| Figuri rombice                                                      |                                                                     |                                                                     |                                                                     |                                                                     |                                                                     |                                                                     |                                                                     |                                                                     |
| Config.                                                             | V(5.3)2                                                             | V(5.4)2                                                             | V(5.5)2                                                             | V(5.6)2                                                             | V(5.7)2                                                             | V(5.8)2                                                             | V(5.∞)2                                                             | V(5.∞)2                                                             |

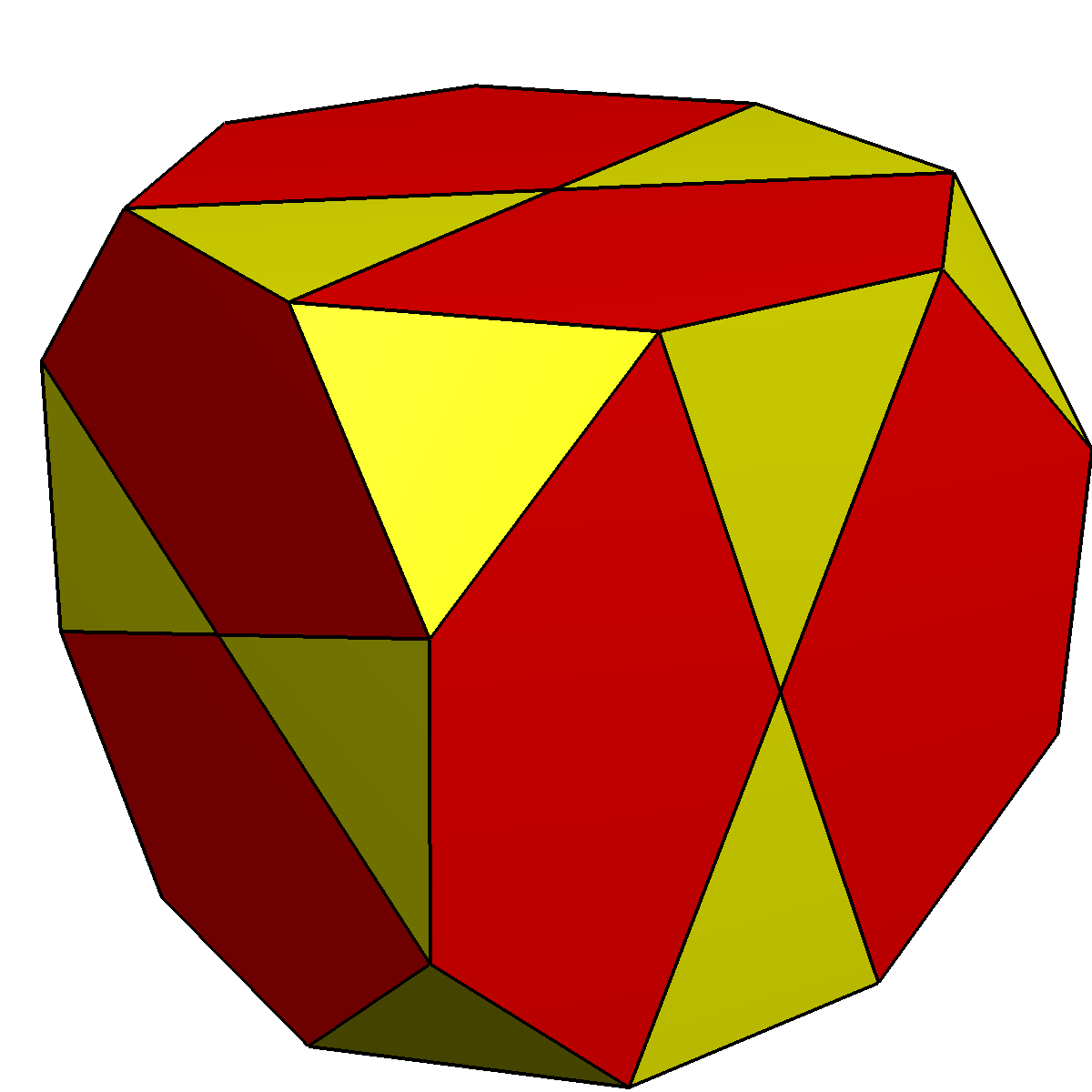
Icosidodecaedru în cub trunchiat

Un cub trunchiat poate fi transformat într-un icosidodecaedru prin divizarea octogoanelor în două pentagoane și două triunghiuri. Are simetrie piritoedrică.
Opt poliedre stelate uniforme au același aranjament al vârfurilor. Dintre acestea, două au același aranjament al laturilor: micul icosihemidodecaedru (care are fețele triunghiulare în comun) și micul dodecahemidodecaedru (care are fețele pentagonale în comun). Aranjamentul vârfurilor este, de asemenea, la fel cu al compușilor de cinci octaedre și de cinci tetrahemihexaedre.
| Icosidodecaedru          | Micul icosihemidodecaedru         | Micul dodecahemidodecaedru |
| Marele icosidodecaedru   | Marele dodecahemidodecaedru       | Marele icosihemidodecaedru |
| Dodecadodecaedru         | Micul dodecahemicosaedru          | Marele dodecahemicosaedru  |
| Compus de cinci octaedre | Compus de cinci tetrahemihexaedre |                            |

## Politopuri înrudite
În geometria cvadridimensională icosidodecaedrul apare ca secțiune ecuatorială prin 600-celule, vizibilă în primul moment al trecerii acestui politop prin spațiul tridimensional. Cu alte cuvinte, cele 30 de vârfuri ale acelui 600-celule care se află la distanțe de arc de 90° pe hipersfera circumscrisă printr-o pereche de vârfuri opuse sunt vârfurile unui icosidodecaedru. Figura cadru de sârmă a 600-celule este formată din 72 de decagoane regulate plane. Șase dintre acestea sunt decagoane ecuatoriale printr-o pereche de vârfuri opuse. Ele sunt tocmai cele șase decagoane care formează figura cadru de sârmă a icosidodecaedrului.